# 沙莫林

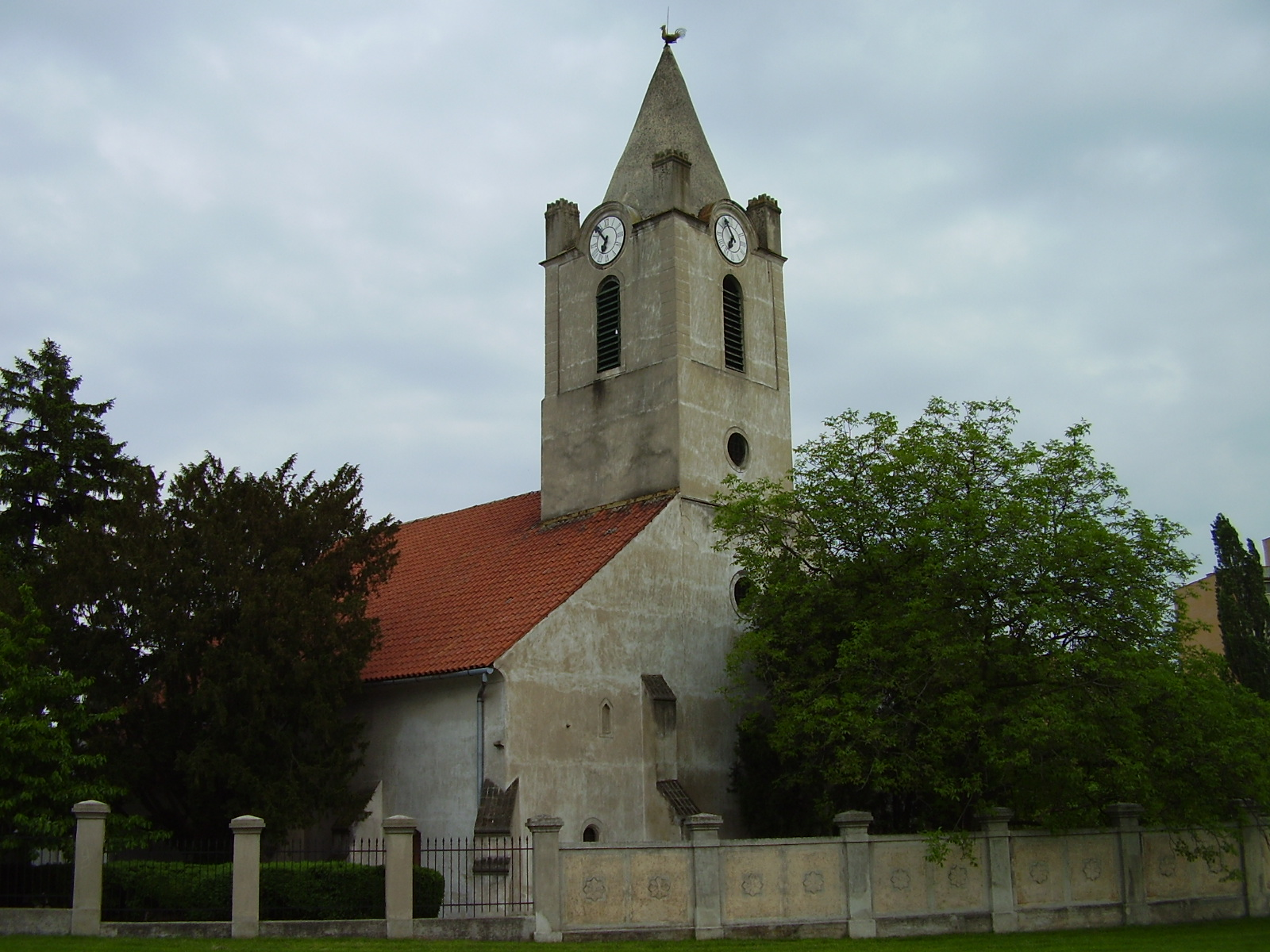

沙莫林是斯洛伐克的城鎮，位於該國西部，由特爾納瓦州負責管轄，面積44.35平方公里，海拔高度130米，2005年人口12,481，其中七成居民信奉羅馬天主教。
在《特里亚农和约》之前，该城镇隶属于匈牙利，在匈牙利语中被称作朔默里尧（匈牙利語：Somorja）

## 外部連結
- Official website （页面存档备份，存于） （斯洛伐克文） （匈牙利文）